# Lynn Burke
Lynn Burke (22. ožujka 1943.) je bivša američka plivačica.
Dvostruka je olimpijska pobjednica u plivanju, a 1978. godine primljena je u Kuću slavnih vodenih sportova.